# Лірична проза
Лірична проза — стилістичний різновид прози; проза з ослабленою фабулою, підвищено-емоційним ладом мови, переважаючим авторським «я», аж до інтонацій авторської сповіді. У творах цього жанру приватне, суб'єктивне начало виступає основою художнього втілення дійсності. Композиційні форми ліричної прози: епістолярна, щоденникова, автобіографічна, подорож, есе. Відомі твори в цьому жанрі І. О. Буніна, К. Г. Паустовського, В. О. Солоухіна, Антуана де Сент-Екзюпері. Також звертались до цього жанру Юрій Яновський («Чотири шаблі», «Вершники»), Олександр Довженко («Зачарована Десна»), Олесь Гончар («Тронка»). 